# 奥托·菲凯森
奥托·菲凯森（德語：Otto Fickeisen，1879年12月24日—1963年12月15日），德国男子赛艇运动员。他曾代表德国参加1900年和1912年夏季奥林匹克运动会赛艇比赛，共获得一枚金牌和一枚铜牌。